# EVA (pel·lícula de 2011)
|  | Aquest article tracta sobre la pel·lícula catalana de l'any 2011. Vegeu-ne altres significats a «EVA». |

EVA és una pel·lícula dramàtica catalana de ciència-ficció de 2011 dirigida per Kike Maíllo, essent així la primera pel·lícula de robots produïda a Espanya.
La pel·lícula, nascuda d'un projecte del l'Escola Superior de Cinema i Audiovisuals de Catalunya (ESCAC), es va rodar a Suïssa i als Pirineus d'Aragó.

## Argument
Any 2041: En un futur proper, en el qual els éssers humans viuen acompanyats per criatures mecàniques, l'Àlex, un prestigiós enginyer cibernètic, torna a Santa Irene amb un encàrrec molt específic de la Facultat de Robòtica: la creació d'un nen robot. Durant aquests deu anys d'absència, el seu germà David i la seva dona Lana han continuat amb la seva vida.
La rutina de l'Àlex però, es veurà alterada de forma casual i inesperada per l'aparició de l'Eva, la increïble filla de la Lana i en David, una nena especial i magnètica, que des del primer moment estableix una relació de complicitat amb ell. Junts emprendran un viatge que els precipitarà a un final revelador.
Inspirada en la ciència-ficció dels anys 70, EVA narra la història d'un retorn, un retrobament i una pèrdua.

## Repartiment
| Intèrpret      | Personatge |
| -------------- | ---------- |
| Daniel Brühl   | Àlex       |
| Marta Etura    | Lana       |
| Alberto Ammann | David      |
| Lluís Homar    | Max        |
| Claudia Vega   | Eva        |

## Presentació
La pel·lícula es va projectar al Festival de Cinema de Venècia i va ser la primera pel·lícula catalana i en català en inaugurar el Festival de Sitges.
El 28 d'octubre de 2011 es va estrenar a tot els cinemes espanyols i posteriorment va vendre a més de cinquanta països, entre els quals França i els Estats Units.
| «                                                 | Quan els robots siguin tan sofisticats com els humans seran tan imperfectes com els humans. | » |
| — Kike Maíllo, a la roda de premsa de presentació |                                                                                             |   |

## Màrqueting
El seu web desplega tota mena de continguts addicionals, imatges i informació. En ell, hi trobem també l'Emotest, un test de 36 preguntes que indica la personalitat de l'enquestat i el classifica dins d'un mapa emocional. A més, el web també inclou un enllaç a la fictícia Universitat Santa Irene, especialitzada en robòtica, i on passa part de l'acció del film.

## Recepció
EVA va recaptar 480.000 euros. El director va desitjar que les 16 nominacions als Premis Gaudí i les 12 als Goya donessin una empenta a la pel·lícula.
Als Estats Units d'Amèrica es va haver d'adaptar a causa de les exigències del públic i la distribuïdora.

## Premis i nominacions

### Premis
- 2011: Festival Internacional de Cinema de Catalunya. Millors efectes especials per Lluís Castells i Javier García
- 2011: Festival Internacional de Cinema de Venècia. Menció especial del jurat[6]
- 2012: Premi RNE Sant Jordi de Cinematografia. Millor òpera prima[9][10]
- 2012: Premi Gaudí a la millor pel·lícula en llengua catalana
- 2012: Premi Gaudí a la millor interpretació masculina secundària per Lluís Homar
- 2012: Premi Gaudí a la millor fotografia per Arnau Valls Colomer
- 2012: Premi Gaudí a la millor direcció artística per Laia Colet
- 2012: Premi Gaudí als millors efectes especials/digitals per Arturo Balseiro, Lluís Castells i Javi García

#### Nominacions
- 2012: Premis Gaudí, la pel·lícula amb més nominacions (16)[11][12]
  - Millor direcció per Kike Maíllo
  - Millor guió per Sergi Belbel, Cristina Clemente, Martí Roca i Aintza Serra
  - Millor actriu principal per Claudia Vega
  - Millor actor principal per Daniel Brühl
  - Millor actriu secundària per Anne Canovas
  - Millor música original per Eugeni i Sacha Galperine
  - Millor muntatge per Elena Ruiz
  - Millor so directe per Jordi Rossinyol, Oriol Tarragó i Marc Orts
  - Millor vestuari per María Gil
  - Millor maquillatge i perruqueria per Concha Rodríguez, Jesús Martos
  - Millor direcció de producció per Toni Carrizosa
- 2012: Premis Goya, 12 nominacions[13]
  - Millor director novell per Kike Maíllo
  - Millor actor per Daniel Brühl
  - Millor actor secundari per Lluís Homar
  - Millor guió original per Martí Roca, Sergi Belbel, Cristina Clemente i Aintza Serra
  - Millor música original per Eugueni Galperine i Sacha Galperine
  - Millor fotografia per Arnau Valls Colomer
  - Millor muntatge per Elena Ruiz
  - Millor direcció artística per Laia Colet
  - Millor direcció de producció per Toni Carrizosa
  - Millor maquillatge i perruqueria per Concha Rodríguez i Jesús Martos
  - Millor disseny de vestuari per María Gil
  - Millor so per Rossinyol, Tarragó i Marc Orts
  - Millors efectes especials per Arturo Balseiro i Lluis Castells